# Cantó d'Aiguiera
El cantó d'Aiguiera és un cantó francès del departament de les Boques del Roine, situat al districte d'Arle. Té 7 municipis i el cap és Aiguiera.

## Municipis
- Alen
- Aurelha
- Aiguiera
- Lamanon
- Malamòrt
- Moriés
- Lo Vernegue

| Data d'elecció                           | Identitat     | Partit        | Qualitat |
| ---------------------------------------- | ------------- | ------------- | -------- |
| 1967-1973                                | M. Codaccioni | Divers droite |          |
| 1973-                                    | Daniel Conte  | PS            |          |
| les dades anteriors no són pas conegudes |               |               |          |